# جینز ادیکشن
جینز ادیکشن (به انگلیسی: Jane's Addiction) یک گروه راک آمریکایی است که در سال ۱۹۸۵ در لس آنجلس تشکیل شد. گروه متشکل از خواننده پری فارل، نوازندهٔ گیتار دیو ناوارو، نوازندهٔ درام استفن پرکینز و نوازندهٔ بیس اریک آوری است. جینز ادیکشن یکی از اولین گروه‌های موسیقی آلترناتیو راک در اوایل دههٔ ۱۹۹۰ بود که به موفقیت تجاری دست یافت.
اولین انتشار جینز ادیکشن که توسط فارل و آوری و پس از فروپاشی گروه قبلی فارل Psi Com تأسیس شد، یک آلبوم زنده به نام جینز ادیکشن (۱۹۸۷) بود که توجه وارنر رکوردز را به خود جلب کرد. دو آلبوم اول استودیویی آنها، هیچ چیز تکان‌دهنده نیست (۱۹۸۸) و آیین عادت (۱۹۹۰) مورد تحسین قرار گرفتند و طرفداران گروه را افزایش دادند. در نتیجه، جینز ادیکشن به نماد چیزی تبدیل شد که فارل آن را «ملت جایگزین» نامید. اولین تور خداحافظی گروه، در سال ۱۹۹۱، اولین اجرا در جشنوارهٔ لالوپالوزا را راه‌اندازی کرد که از آن زمان به یک جشنوارهٔ آلترناتیو راک دائمی تبدیل شده است.
سال ۱۹۹۷، در جینز ادیکشن، فلی از گروه رد هات چیلی پپرز برای یک تور یکباره جایگزین آوری شد. در سال ۲۰۰۱، دومین دیدار مجدد با مارتین لنوبل و بعداً کریس چانی در بیس برگزار شد. در سال ۲۰۰۳، جینز ادیکشن سومین آلبوم استودیویی خود را با نام ولگردها منتشر کرد، قبل از اینکه در سال بعد منحل شود. در سال ۲۰۰۸، ترکیب اصلی دوباره متحد شد و یک تور جهانی را آغاز کرد. آوری در اوایل سال ۲۰۱۰ با شروع کار بر روی مطالب جدید به سختی گروه را ترک کرد. در سال ۲۰۱۱، آنها چهارمین آلبوم استودیویی خود را با نام هنرمند فرار بزرگ منتشر کردند و چانی برای ضبط و تور آن بازگشت. آنها از آن زمان به‌طور متناوب تور و اجرا داشته‌اند.
در سال ۲۰۲۲، آوری پس از ۱۲ سال غیبت دوباره به گروه جینز ادیکشن پیوست. به دلیل شیوع طولانی مدت کووید، ناوارو با تروی ون لیوون، نوازندهٔ گیتار گروه کوئینز آو د استون ایج، و جاش کلینگ هافر، نوازندهٔ گیتار سابق گروه رد هات چیلی پپرز در تورهای سال ۲۰۲۲ و ۲۰۲۳ جایگزین ناوارو شد. در سال ۲۰۲۴، پس از آن که فارل در کنسرتی در ۱۳ سپتامبر ۲۰۲۴ در بوستون، ماساچوست، روی صحنه ناوارو را هل داد و با مشت به او زد، یک تور دیدار مجدد با ناوارو لغو شد.

## سبک موسیقی و تأثیرات
جینز ادیکشن که اغلب با آلترناتیو راک همراه است، به خاطر نمایش جریان اصلی صحنهٔ موسیقی آلترناتیو در دههٔ ۱۹۹۰ اعتبار دارد. این گروه همچنین با ژانرهایی مانند فانک-پانک و فانک متال همراه بوده است.

## میراث و نفوذ
جینز ادیکشن به عنوان یکی از تأثیرگذارترین آثار در موسیقی آلترناتیو متال در نظر گرفته می‌شود. تام مورلو از گروه ریج اگنست د ماشین تأثیر آنها را با گروه نیروانا مقایسه کرد. هنرمندانی که تحت تأثیر جینز ادیکشن قرار گرفته‌اند عبارتند از: تول، کورن، اسمشینگ پامپکینز، لیمپ بیزکت، Candlebox، پی‌اودی، Oceansize، پال بنکس از اینترپل، Nothingface، سیستم آو ا داون، دوین تاونسند و استرپینگ یانگ لد.
نیک الیوری از گروه‌های کوئینز آو د استون ایج، کایس و Mondo Generator می‌گوید: «هیچ چیز تکان‌دهنده نیست خیلی روی من تأثیر گذاشت، به‌ویژه با آنچه که اریک آوری از بیس پیشنهاد کرد. اریک موسیقی را به تنهایی نوشته بود، گیتار و درام بعداً آمدند؛ بنابراین او از آن طرف به من الهام بخشید، این احتمال وجود دارد که آنها اولین گروه واقعاً آلترناتیو باشند.» در سال ۱۹۹۳، دیوید بارب، نوازندهٔ بیس گروه Sugar، گفت که جینز ادیکشن یک «آلترناتیو» نیست و آنها را به عنوان «دیک راک شرکتی توصیف کرد. این ون هیلن با آرایش هنرمندان مختلف است».

## پروژه‌های جانبی
اعضای گروه پروژه‌های دیگری را در دههٔ ۱۹۹۰ دنبال کردند. فارل و پرکینز گروه دیگری به نام Porno for Pyros را تشکیل دادند و با دو آلبوم خود، پورنو برای پیروس (۱۹۹۳) و درخواست خوب خدا (۱۹۹۶) موفقیت‌هایی کسب کردند. در همین حین، آوری و ناوارو گروه Deconstruction را تشکیل دادند و در سال ۱۹۹۴ یک آلبوم تکی با نام خود منتشر کردند. دیو ناوارو در سال ۱۹۹۳ به گروه رد هات چیلی پپرز پیوست و در همان سال استیون پرکینز گروهی به نام Banyan را با اعضای اصلی نلز کلین، مایک وات و ویلی والدمن (با مهمانان استودیو گردان) راه‌اندازی کرد. Banyan سه آلبوم منتشر کرده است، بانیان، در هر زمان در همه و زندگی در کاخ پرکینز.
در طول دومین جدایی بزرگ خود، گروه در تعدادی پروژهٔ دیگر شرکت داشتند. ناوارو، پرکینز و چانی گروه جدیدی به نام Panic Channel تشکیل دادند، با خواننده استیو آیزاکس، که همراه هم یک آلبوم با عنوان (یک) در سال ۲۰۰۶ منتشر کردند. پری فارل به همراه همسرش اتی لاو فارل و نونو بتنکورت نوازندهٔ گروه اکستریم، گروه Satellite Party را تشکیل دادند. گروه با کلمبیا رکوردز اولین آلبوم‌شان، فوق‌العاده بار مفید را در سال ۲۰۰۷ منتشر کردند. اریک آوری با ناشر موسیقی Dangerbird Records برای انتشار آلبوم انفرادی خود درخواست کمک در سال ۲۰۰۸ قرارداد امضا کرد.

## اعضا

### اعضای فعلی
- پری فارل – خوانندۀ اصلی، گیتار، برنامه‌نویسی، کیبورد، پیانو (۱۹۹۱–۱۹۸۵، ۱۹۹۷، ۲۰۰۴–۲۰۰۱، ۲۰۲۴–۲۰۰۸)
- اریک آوری – گیتار بیس، گیتار آکوستیک (۱۹۹۱–۱۹۸۵، ۲۰۱۰–۲۰۰۸، ۲۰۲۴–۲۰۲۲)
- دیو ناوارو – گیتار، گیتار آکوستیک، کیبورد، پیانو (۱۹۹۱–۱۹۸۱، ۲۰۰۱–۱۹۹۷، ۲۰۰۸–۲۰۰۴، غیرفعال از تورهای ۲۰۲۴–۲۰۲۲)
- استفن پرکینز – درام، سازهای کوبه‌ای، استیل پن (۱۹۹۱–۱۹۸۱، ۲۰۰۱–۱۹۹۷، ۲۰۰۸–۲۰۰۴، ۲۰۲۴)

### اعضای پیشین
- کریس برینکمن – گیتار (۱۹۸۶–۱۹۸۵)
- مت چایکین – درام (۱۹۸۶–۱۹۸۵)
- فلی – بیس، ترومپت (۱۹۹۷)
- مارتین لنوبل – بیس (۲۰۰۲–۲۰۰۱)
- کریس چانی – بیس (۲۰۰۴–۲۰۰۲، ۲۰۲۲–۲۰۱۱)
- داف مک‌کگن – بیس (۲۰۱۰)

### اعضای تور
- تروی ون لیوون – گیتار (۲۰۲۲)
- دانیل اش – گیتار (۲۰۲۲)
- جاش کلینگ هافر – گیتار (۲۰۲۲، ۲۰۲۳)

## ترانه‌شناسی
- هیچ چیز تکان‌دهنده نیست (۱۹۸۸) Nothing's Shocking
- آیین عادت Ritual de lo Habitual (۱۹۹۰)
- ولگردها Strays (۲۰۰۳)
- هنرمند فرار بزرگ The Great Escape Artist (۲۰۱۱)

## جوایز و نامزدی

### جوایز گرمی
| سال  | کار نامزد شده            | جایزه                                    | نتیجه    |
| ---- | ------------------------ | ---------------------------------------- | -------- |
| ۱۹۸۹ | هیچ چیز تکان‌دهتده نیست   | بهترین اجرای هارد راک/متال آواز یا ساز   | نامزدشده |
| ۱۹۹۱ | آیین عادت                | بهترین اجرای هارد راک                    | نامزدشده |
| ۱۹۹۲ | «در حال دزدی دستگیر شدم» | بهترین اجرای راک توسط دو یا گروه با آواز | نامزدشده |
| ۱۹۹۲ | "در حال دزدی دستگیر شدم" | بهترین آهنگ راک                          | نامزدشده |
| 2004 | «فقط به این دلیل»        | بهترین اجرای هارد راک                    | نامزدشده |

### جوایز موسیقی ویدئوی ام‌تی‌وی
| سال  | کار نامزد شده            | جایزه                   | نتیجه |
| ---- | ------------------------ | ----------------------- | ----- |
| ۱۹۹۱ | «در حال دزدی دستگیر شدم» | بهترین ویدیوی آلترناتیو | برنده |

### جوایز دیگر
| جایزه     | سال  | دسته‌بندی           | نامزدی                 | نتیجه | ارجاع  |
| --------- | ---- | ------------------ | ---------------------- | ----- | ------ |
| جایزه وبی | ۲۰۱۲ | بهترین موزیک ویدیو | جینز ادیکشن زنده می‌شود | برنده | [ ۳۴ ] |